# Kamsack
Kamsack är en ort i Kanada.   Den ligger i provinsen Saskatchewan, i den sydöstra delen av landet, 2 000 km väster om huvudstaden Ottawa. Kamsack ligger 450 meter över havet och antalet invånare är 1 877.
Terrängen runt Kamsack är platt. Trakten runt Kamsack är nära nog obefolkad, med mindre än två invånare per kvadratkilometer.. Det finns inga andra samhällen i närheten. 
Trakten runt Kamsack består till största delen av jordbruksmark.